# Піта руда
Піта руда (Hydrornis oatesi) — вид горобцеподібних птахів родини пітових (Pittidae).

## Поширення
Вид поширений в Китаї, Лаосі, Малайзії, М'янмі, Таїланді і В'єтнамі. Його природними місцями проживання є субтропічні та тропічні вологі рівнинні ліси, субтропічні, тропічні вологі гірські ліси і бамбукові ліси. Трапляється вище 800 м над рівнем моря.

## Опис
Самець має коричневу голову і груди із зеленими крилами. Він має чорну смугу позаду очей. Самиця менш яскрава, ніж самець, з коричневою смугою на крилах. Тіло завдовжки 18 см.